# Ronald Keeble
Ronald James "Ron" Keeble (Londres, 14 de juny de 1941) va ser un ciclista anglès que va córrer a finals dels anys 60 i primers dels 70 del segle xx. Es dedicà principalment al ciclisme en pista, sent el seu major èxit esportiu una medalla de bronze als Jocs Olímpics de 1972 de Múnic en l'especialitat de persecució per equips, fent equip amb William Moore, Michael Bennett i Ian Hallam.
Quatre anys abans va prendre part en els Jocs Olímpics de Ciutat de Mèxic, quedant eliminat en la primera ronda de la persecució per equips.